# Monocrepidium minutum
Monocrepidium minutum är en svampdjursart som först beskrevs av Jacqueline Cabioch 1968.  Monocrepidium minutum ingår i släktet Monocrepidium och familjen Bubaridae. Inga underarter finns listade i Catalogue of Life.